# Snatch Land Rover
Snatch Land Rover — захищений патрульний автомобіль на базі шасі Land Rover Defender 110. Транспортний засіб, призначений для загального патрулювання в районах з низьким рівнем небезпеки, був розроблений у 1992 році для використання в Північній Ірландії. Він забезпечує обмежений рівень захисту від стрілецької зброї для пасажирів і обмежений рівень захисту від саморобних вибухових пристроїв і мін, що знаходяться поза маршрутом.
Транспортний засіб критикували через те, що пасажири загинули в результаті кінетичних атак, які перевищили доступний рівень захисту.

## Огляд
Snatch базується на Land Rover Heavy Duty Chassis, мілітаризованій версії Defender 110 (також використовується для Land Rover Wolf). Спочатку він був придбаний для використання в Північній Ірландії британською армією і вперше був представлений у 1992 році.
Офіційно названий Truck Utility Medium (TUM) із комплектом захисту автомобіля (VPK), транспортний засіб більш відомий під неофіційною назвою «Snatch» навіть в офіційній документації. Вважається, що він отримав таку назву завдяки використанню під час Смути, коли він був улюбленим транспортним засобом для загонів грабіжників: солдатів, навчених боротися з демонстраціями, виявляючи та арештовуючи підозрюваних ватажків.
«Snatch» був першим модифікованим на заводі Land Rover, який використовувався в Північній Ірландії, замінивши серію спеціалізованих переобладнань, включаючи захищений Land Rover Airportable (Land Rover 1/2 ton Lightweight) і 109" (відомий як "п'ятачок", будучи зменшеною версією бронетранспортера Humber Pig), який тоді широко використовувався британськими військами в Північній Ірландії.
Виготовлений як CAMAC CAV 100 компанією NP Aerospace, конверсія "Snatch" була розроблена за допомогою Рікардо та оснащена композитною бронею CAMAC, щоб забезпечити захист екіпажу від снарядів кінетичної енергії та, в дуже обмеженому ступені, проти вибухових пристроїв. Його номінальна «бойова маса» (без екіпажу та озброєння) становить 3050 кг.
Було випущено шість версій, першою була оригінальна Snatch-1, оснащена бензиновим двигуном V8. Було випущено майже 1000, з них 278 було «дезертировано» та перекласифіковано як Snatch-1.5. Більшість також було оновлено до стандарту другого варіанту
- Snatch-2 12v, LHD, базовий навчальний варіант;
- Snatch-2A 24v, RHD, «Варіант для решти світу»; або
- Snatch-2B 24v, RHD – варіант Північної Ірландії.

Ці пізніші версії були модернізовані дизельними двигунами "300 Tdi", а 2A також оснащений кондиціонером.
Дещо  Snatch 2 далі оновлюється до стандарту Snatch Vixen з удосконаленнями шасі та трансмісії для більшої повної ваги автомобіля.
Після розгортання транспортні засоби часто оснащені засобами електронної протидії, які розроблені для запобігання спрацьовуванню певних типів саморобних вибухових пристроїв (IED), і радіостанціями Bowman.

## Критика використання автомобіля
Використання транспортного засобу стало предметом критики з боку засобів масової інформації, політиків і сімей деяких загиблих як в афганському, так і в іракському районах британських операцій. Ця критика стала загальновідомою у 2005 році, коли засоби масової інформації опублікували заяви державних службовців у Міністерстві закордонних справ і у справах Співдружності та Міністерстві міжнародного розвитку, які радять не використовувати транспортні засоби.
Пізніше занепокоєння було висловлено в парламенті, представивши порівняння з розгортанням Корпусом морської піхоти США протимінно-стійкого захищеного від засідки (MRAP) Cougar, який, здається, забезпечив більший захист. Консервативний колега, лорд Астор з Хевера, піднімає порівняння та запрошує коментар. У відповідь міністр оборонних закупівель лорд Дрейсон визнав, що Snatch був недоречним, але вказав, що потрібні компроміси щодо захисту та мобільності, а також підкреслив попередні проблеми ремонтопридатності з попередньою версією Cougar. Потім про подібні проблеми повідомлялося в статті Sunday Telegraph та інших новинних виданнях. Вони також визнали необхідність прийняття компромісних рішень щодо постави та мобільності.
ЗМІ продовжували загострювати тему, тоді як парламентський діалог тривав.
Чотири сім'ї військовослужбовців, які загинули на Snatch Land Rover в Іраку та Афганістані, мають подати до суду на Міністерство оборони, повідомляє BBC 19 червня 2009 року. З 2003 року близько 37 британських співробітників загинули під час використання транспортних засобів.
Використання Snatch в Афганістані та Іраку змусило війська назвати його "Мобільною труною".

## Закупівля додаткового автотранспорту
У 2010 році Міністерство оборони закуповувало низку транспортних засобів із підвищеним рівнем захисту, хоча й зі зниженою мобільністю, для доповнення автопарків в Афганістані та Іраку. Існуючі замовлення на Pinzgauer Vector і Bulldog на базі FV432 були збільшені. У стадії закупівель знаходяться нові машини Mastiff (6×6) і Ridgback (4×4), створені на базі Cougar, які виробляє американська фірма Force Protection Inc. Деякі з цих транспортних засобів були доставлені та розміщені на театрі. Міністерство оборони Великої Британії також закуповує 420 транспортних засобів Panther CLV 4×4 для командування та зв’язку. Захист від мін і саморобних вибухових пристроїв є основними функціями цієї машини. У вересні 2010 року компанію Force Protection Europe, розробника легкої броньованої машини Ocelot, було обрано найкращим учасником тендеру в програмі легких захищених патрульних машин (LPPV) Міністерства оборони Великої Британії. За даними FPE, очікується, що перші машини Ocelot будуть доступні для навчання британських військ у 2011 році. Початковий етап вимагатиме до 400 нових автомобілів, які будуть поставлені до 2010–2011 років. FPE виграла цей конкурс проти британської групи Supacat, запропонувавши захищений транспортний засіб Supacat (SPV) SPV-400. Приблизна повна вага автомобіля Ocelot становить лише 16 500 фунтів. Його кабіна виготовлена із захисного корпусу, виготовленого з передових композитних матеріалів із застосуванням технологій гонок Формули-1. Критичні компоненти, такі як двигун, паливний бак і трансмісія, містяться в V-подібному броньованому «хребті», який відводить потенційний вибух від капсули, захищаючи таким чином пасажирів і важливі ключові компоненти.

## Заміна
Колишній прем'єр-міністр Великої Британії Гордон Браун оголосив 6 березня 2010 року під час свого несподіваного візиту до військ в Афганістані, що Snatch Land Rover буде замінено новою «легкою патрульною машиною». 22 вересня 2010 року Міністерство оборони оприлюднило цю нову машину як Ocelot.
У 2011 році було підтверджено, що безпілотний варіант автомобіля є компонентом системи очищення маршруту «Талісман», призначеної для протидії атакам СВУ. Транспортний засіб відомий як "Панама» з дистанційним керуванням" і використовується для переднього монтажу набору датчиків, щоб уникнути необхідності сходження операторів EOD.

## Snatch Public Order Upgrade Program Ovik 'Phoenix'
Після заворушень 2011 року у Великій Британії та успіху Pangolin Armored Public Order Vehicles, які використовувалися в Північній Ірландії, деякі британські поліцейські сили звернулися до OVIK Group з проханням переробити колишні Snatch Land Rover у економічні громадські транспортні засоби. Це призвело до створення Phoenix – B6+ Armored Vehicle.

## Переобладнання
Ремонт займає до 340 годин роботи. Це включає повне оновлення двигуна та трансмісії, значні оновлення всіх гальм, додавання повного «комплекту громадського порядку», який включав зміцнення всіх дверей, крил і капота, зовнішню систему протипожежного захисту та, нарешті, захищене аварійне освітлення, сирену та радіосистему. Зараз цей автомобіль перебуває на озброєнні поліції Ейвона та Сомерсета.
Деякі з опцій, доступних клієнтам, включали:
- Ударостійкий капот і крила.
- Броньована передня решітка радіатора.
- Сталевий захист передніх і задніх ліхтарів.
- Спереду бічна і задня спадна нижня спідниця.
- Надміцна захисна решітка лобового скла.
- Потужний захист бічного екрана.
- Вогне- та вибухозахист паливопроводів і бака.
- Вибір лівого або правого керма